# Farol da Ponta dos Capelinhos
O Farol da Ponta dos Capelinhos localiza-se na ponta de mesmo nome, na freguesia do Capelo, Ilha do Faial, nos Açores (Portugal).
A sua estrutura é composta por um corpo rectangular, de dois pisos (um dos quais actualmente soterrado), com quatro habitações, e por uma torre central de planta octogonal de 20 metros de altura. Foi construído em alvenaria de pedra rebocada (outrora pintada), excepto as molduras dos vãos, os cunhais e a cornija, que são em cantaria à vista.
Deixou de operar em 29 de Setembro de 1957, em virtude da erupção vulcânica.

## História
Nos finais do século XIX, o Serviço de Faróis decide levar por diante uma ideia que já vinha de 1883. Pensa-se a construção de um farol que cubra um sector marítimo de 222º conforme os planos de 17 de Janeiro de 1894. As obras de construção tiveram início em 1 de Abril desse mesmo ano, tendo, em 1901 recebido a visita do Rei D. Carlos e da Rainha D. Amélia.
Foi inaugurado a 1 de Agosto de 1903, funcionando então com um candeeiro a petróleo de quatro torcidas, com ótica flutuando em banho de mercúrio. Emitia uma luz com quatro relâmpagos alternadamente brancos e vermelhos tendo ainda instalado um sinal  sonoro de nevoeiro.
Em Setembro de 1957, devido à erupção vulcânica, o farol foi desactivado, tendo sido retiradas a ótica e outros equipamentos como os grupos eletrogéneos que haviam sido recentemente instalados e que forneciam a energia para o farol.
Em 2005 o Governo Regional dos Açores anunciou planos para a reabilitação estrutural do farol e a instalação da lanterna visitável, com um centro museológico anexo. A lanterna foi reinstalada no início de 2006 e a 17 de Agosto de 2008 foi inaugurado o Centro de Interpretação do Vulcão dos Capelinhos, funcionando junto ao farol.
A área de erupção está classificada como paisagem protegida de elevado interesse geológico e biológico e integra a Rede Natura 2000.

## Galeria

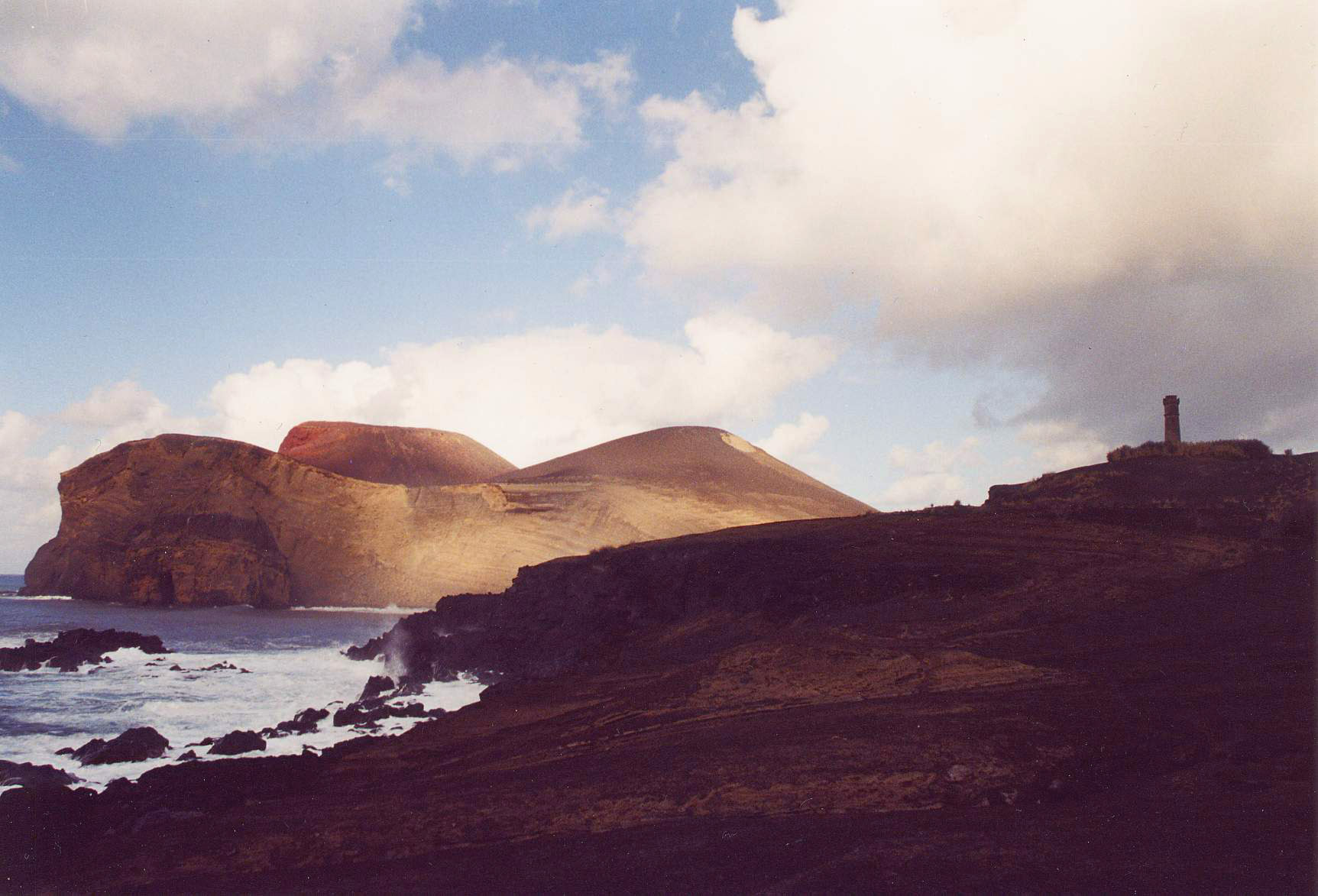
Em 2001
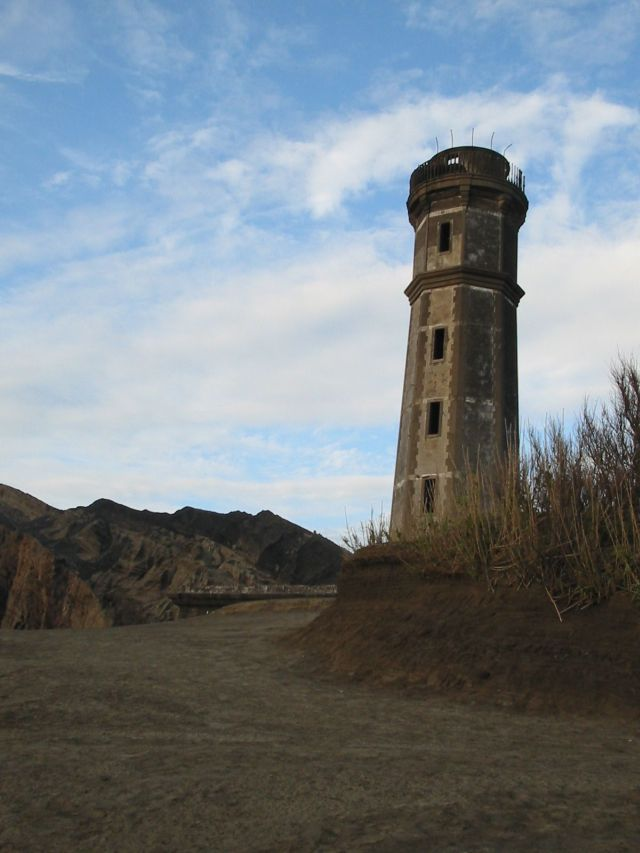
Em 2004
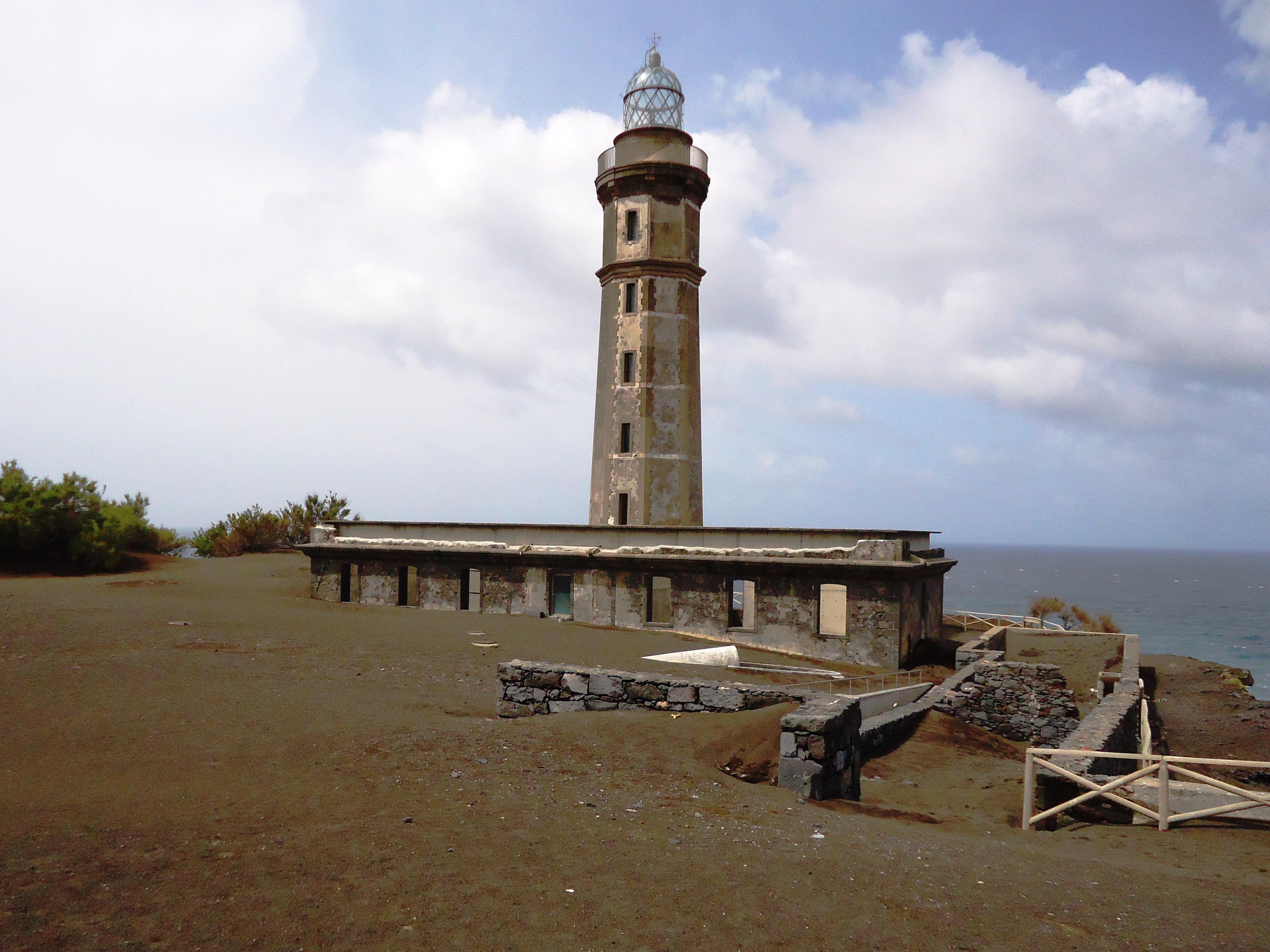
Em 2015
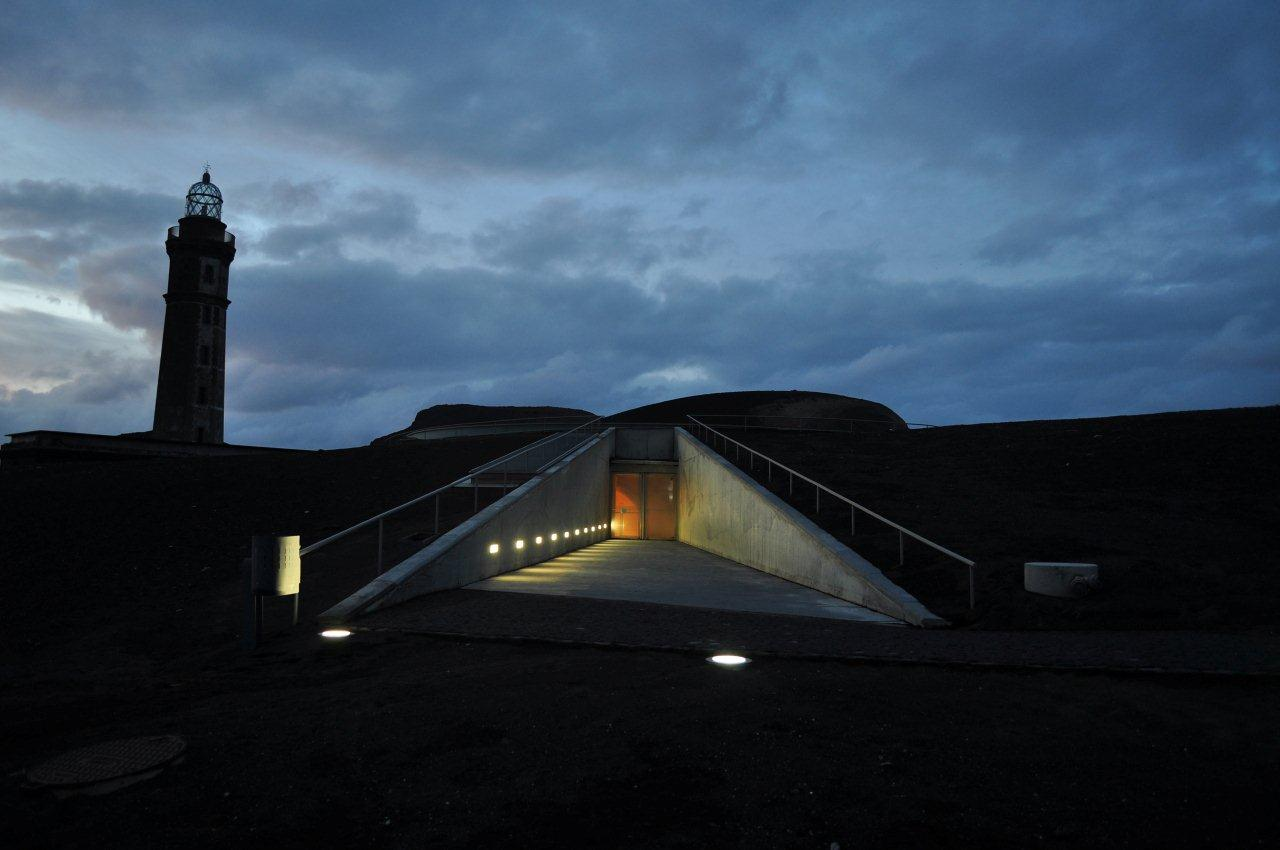
Entrada do Centro de Interpretação
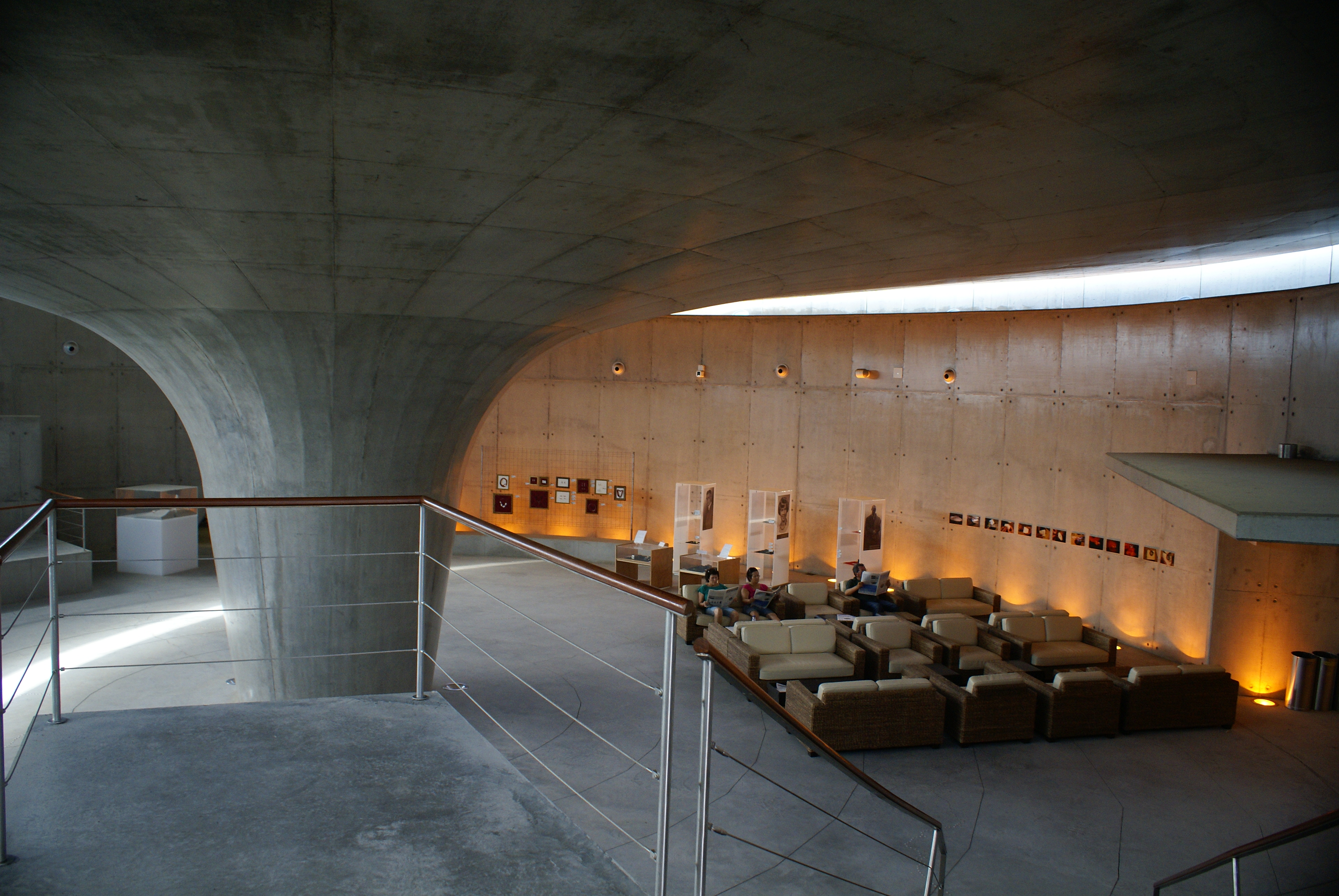
Centro de Interpretação